# Tuvalui dollár
A tuvalui dollár Tuvalu hivatalos pénzneme az ausztrál dollár mellett.
A tuvalui dollárnak nincsen külön ISO-kódja, így az ausztrál dollár kódja a hivatalos (ugyanúgy, mint a dán korona és a feröeri korona között).
A tuvalui dollárnak nincsenek bankjegyei. A bankjegyeket az ausztrál dollár képviseli.